# Himalopsyche lachlani
Himalopsyche lachlani är en nattsländeart som beskrevs av Banks 1940. Himalopsyche lachlani ingår i släktet Himalopsyche och familjen rovnattsländor. Inga underarter finns listade i Catalogue of Life.